# Павле Марковић Адамов
Павле Марковић Адамов (16. октобар 1855 — 24. јануар 1907) био је српски књижевник, оснивач и уредник књижевног листа Бранково коло.

## Биографија
Родио се у Новим Карловцима (или Сасе) у Срему, од оца Јована. Гимназију је учио у Карловцима и Новом Саду, а права у Прагу и Грацу, филозофију у Бечу. Године 1880, са 26 година дошао је за професора гимназије у Карловцима, а 1895. године оснива књижевни часопис Бранково коло. Од повратка у Сремске Карловце 1880. године па све до смрти 1907. године није се селио.
Уређивао је више година и Орао: велики српски илустровани календар, који је излазио у Великој Кикинди. Адамов је користио као своје друго презиме откако је тим псеудонимом 1886. године потписао збирку приповедака „На селу и прелу”.
Био је и библиотекар гимназијске библиотеке у Сремским Карловцима, где се стално бринуо о проширењу фондова и читаности књига.
Током живота био је он председник Управног одбора друштва књижевника, новинара и уметника „Змај” у Сремским Карловцима (1905). Затим, потпредседник Књижевног одељења Матице српске, почасни члан Српске књижевне задруге у Београду, члан Српског књижевног друштва у Београду.
Најзаслужнији је за организацију свечаности преношења посмртних остатака песника Бранка Радичевића из Беча, на Стражилово 1883. године.
Сахрањен је на гробљу на Черату у Сремским Карловцима.

## Преводи и песме
У српској књижевности се јавио седамдесетих година 19. века, када је романтичарски покрет већ био у опадању и када се јављају реалистичне тенденције међу српским писцима. Књижевни рад је започео као гимназиста преводима Шилера, Хајнеа и неких мањих песника као што су Стеван Милов, Анастазијус Грин и Хамерлинг и оригиналним песмама, у духу и у облику српске романтичарске лирике. И поред примећености његових Наданових песама (1877), убрзо је у потпуности прешао на писање приповедака. Поезију је наставио да пише све до смрти, али није је више објављивао.

## Приповетке
Као и поезију, и приповетке је почео рано да пише, али су и оне биле слабе књижевне вредности, оптерећене романтичношћу, сентименталношћу и уопште застарелим поетским схватањима. Објавио је своју прву приповетку „Са села”, у новосадском Јавору 1874. године. Преводећи приповетке страних приповедача наилази на аустријског писца П. К. Розегера, који је у својим причама сликао живот тиролског сељака. Адамов почиње да се угледа на њега и да га подражава, па његове приче по много чему подсећају на аустријску (немачку) приповетку.
Ово откриће позитивно је утицало на прозно стваралаштво Павла Марковића Адамова, јер од тада он мало реалније посматра живот и труди се да верно наслика живот српских сељака у Срему. Године 1883. изашле су у Панчеву његове Слике и прилике из српског живота, у којима поред оригиналних приповедака, има и прерада по Розегеру. Тек након објавњивања приповетке „Јоле”, Адамов излази на глас као приповедач. У том периоду, сликајући сремско село, умногоме подсећа на Јанка Веселиновића, који слика мачванско село. Објављује две свеске приповедака На селу и прелу (Нови Сад, 1886, 1888). Избор из тих прича, који је начинио сам писац, издала је под истим насловом Српска књижевна задруга 1901.

## Остала дела
Од већих радова највреднији је роман Дух времена сад је таки. У новосадском позоришту једно време игран је његов комад Поп Доброслав, који проблематизује појаву назаренства међу Србима.

## Опште карактеристике
Иако се, под утицајем нових литерарних тенденција, Павле Марковић Адамов трудио да ублажи своје роматичарско схватање књижевности и да што верније и природније наслика друштво и људе свог времена, он је остао романтичар у души. Његово схватање остало је да „писац романа мора бити песник”. Он и у приповеткама, као и у поезији, највише воли сентименталне мотиве, сеоску љубавну идилу, награђивање врлине и кажњавање порока. Као конзервативац у књижевности, он се и у позним годинама чуди како Херцеговац Алекса Шантић преводи Хајнеов Лирски интермецо.
Поред тих слабости, показивао је у својим делима и искрену осећајност, реалне слике из сеоског живота и показивао интерес за фолклор.
Последњих година живота у потпуности се посветио уредничком послу у Бранковом колу.

## Наслеђе[10]
У Сремским Карловцима од 1988. додељује се Награда „Павле Марковић Адамов” чији је иницијатор Жарко Димић. Плакета Павла Марковића Адамова рад је Ђорђа Лазића Ћапше.
У Новом Саду, у Банатићу, постоји Улица Паје Марковића Адамова.
Павле Николић, из Сремских Карловаца, пронашао је и својим новцем обновио небригом запуштен и зубом времена нагризен споменик Павла Марковића Адамова на сремскокарловачком гробљу.
На родној кући Павла Марковића Адамова у Новим Карловцима постављена је спомен плоча 2005. године, рад академског вајара Николе Кошевића. Постојала је идеја да се кућа претвори у Завичајни музеј „Павле Марковић Адамов”. Кућа је срушена крајем 2021.
Предраг Бањеглав основао је 2005. у Новим Карловцима Књижевни клуб „Павле Марковић Адамов”, који окупља младе песнике. Њихови радови објављују се у зборнику Пламичак, који уређује Предраг Бањеглав.
Биста Павла Марковића Адамова, рад Ђорђа Лазића Ћапше, која је требало да буде постављена у Сремским Карловцима 2012, постављена је у Основној школи у Новим Карловцима.
На Филозофском факултету у Новом Саду Славица Марковић, под менторством проф. др Зорице Хаџић, одбранила је 2019. године докторску дисертацију под насловом Књижевно дело Павла Марковића Адамова.